# Демократическая партия (Республика Корея, 2011)
«Демократическая партия» (кор. 민주당?, 民主黨?, англ. Democratic Party) — центристская политическая партия Республики Корея, основная оппозиционная сила в стране. Цвета партии — зелёный и жёлтый.

## История
15 декабря 2011 года «Демократическая партия» объединилась с незначительной по численности «Объединённой гражданской партией», сформировав тем самым «Объединённую демократическую партию», деятельность которой в значительной степени опиралась на союз с Федерацией корейских профсоюзов. Формирование партии происходило на фоне предстоящих в апреле 2012 года парламентских выборов, в которых левоцентристская оппозиция стремилась победить правящую партию Сэнури.
На первом съезде партии 15 января 2012 года «Объединённая демократическая партия» избрала Хан Мёнсук председателем Верховного Совета партии. Хан Мёнсук была первой женщиной-премьер-министром Республики Корея с 2006 по 2007 год. На посту председателя она обещала заняться выявлением злоупотреблений, допущенных в государстве во время правления Ли Мён Бака.
4 мая 2013 года «Объединённая демократическая партия» решила принять новое название и впредь именоваться «Демократическая партия», а Ким Хан Гиль стал новом лидером партии.
16 марта 2014 года «Демократическая партия» объединилась с «Коалицией за новую политику», сформировав тем самым «Новый политический альянс за демократию»